# Filadelfo de Bizâncio
Filadelfo é conhecido por ser o primeiro bispo de Bizâncio após um hiato de oito anos, durante a perseguição aos cristãos de Sétimo Severo, no qual a sé episcopal de Bizâncio ficou nas mãos de um padre. Ele reinou por seis anos, entre 211 e 217 (ou 214?) d.C.. 